# Francesca Quondamcarlo
Francesca Quondamcarlo (Roma, 21 de agosto de 1984) es una deportista italiana que compite en esgrima, especialista en la modalidad de espada.
Ganó dos medallas en el Campeonato Mundial de Esgrima, oro en 2009 y bronce en 2014, y seis medallas en el Campeonato Europeo de Esgrima entre los años 2003 y 2015.

## Palmarés internacional
| Campeonato Mundial | Campeonato Mundial    | Campeonato Mundial | Campeonato Mundial |
| Año                | Lugar                 | Medalla            | Prueba             |
| ------------------ | --------------------- | ------------------ | ------------------ |
| 2009               | Antalya (Turquía)     | Medalla de oro     | Espada por equipos |
| 2014               | Kazán (Rusia)         | Medalla de bronce  | Espada por equipos |
| Campeonato Europeo |                       |                    |                    |
| Año                | Lugar                 | Medalla            | Prueba             |
| 2003               | Bourges (Francia)     | Medalla de bronce  | Espada por equipos |
| 2008               | Kiev (Ucrania)        | Medalla de bronce  | Espada por equipos |
| 2010               | Leipzig (Alemania)    | Medalla de plata   | Espada por equipos |
| 2013               | Zagreb (Croacia)      | Medalla de plata   | Espada individual  |
| 2014               | Estrasburgo (Francia) | Medalla de bronce  | Espada por equipos |
| 2015               | Montreux (Suiza)      | Medalla de bronce  | Espada por equipos |